# Urojaini (Calmúquia)
|  | Per a altres significats, vegeu «Urojaini». |

Urojaini (en rus: Урожайный) és un poble (un possiólok) de Calmúquia, a Rússia, segons el cens del 2010 tenia 35 habitants. Pertany al districte municipal de Priiútnoie.